# إبراهيم ديالو
إبراهيم ديالو (بالفرنسية: Ibrahim Diallo)‏ (12 أغسطس 1996 بمالي - ) هو لاعب كرة قدم مالي في مركز الدفاع. لعب مع نادي يوبين وفالنسيا ميستايا.

## وصلات خارجية
- إبراهيم ديالو على موقع الاتحاد الأوربي (الإنجليزية)
- إبراهيم ديالو على موقع قاعدة بيانات كرة القدم.إي يو (الإنجليزية)
- إبراهيم ديالو على موقع Soccerway.com (الإنجليزية)
- إبراهيم ديالو على موقع AS.com (الإسبانية)